# Eiche (Potsdam)
Eiche ist ein Ortsteil der brandenburgischen Landeshauptstadt Potsdam. Eiche gehörte bereits zwischen 1935 und 1952 zu Potsdam und wurde im Jahr 1993 erneut nach Potsdam eingemeindet.

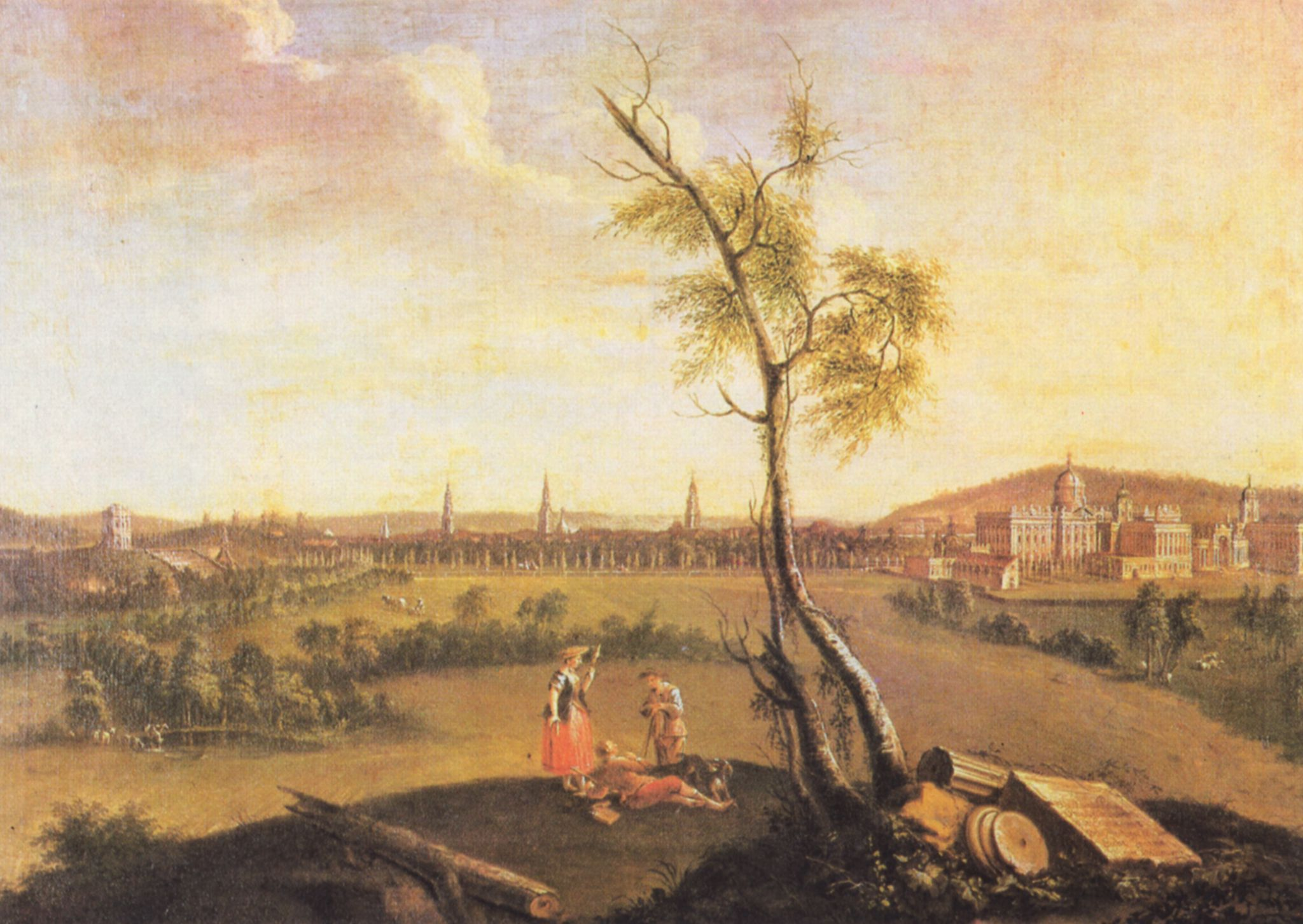
Potsdam, Ansicht vom Dorf Eiche aus
Gemälde von Johann Friedrich Meyer

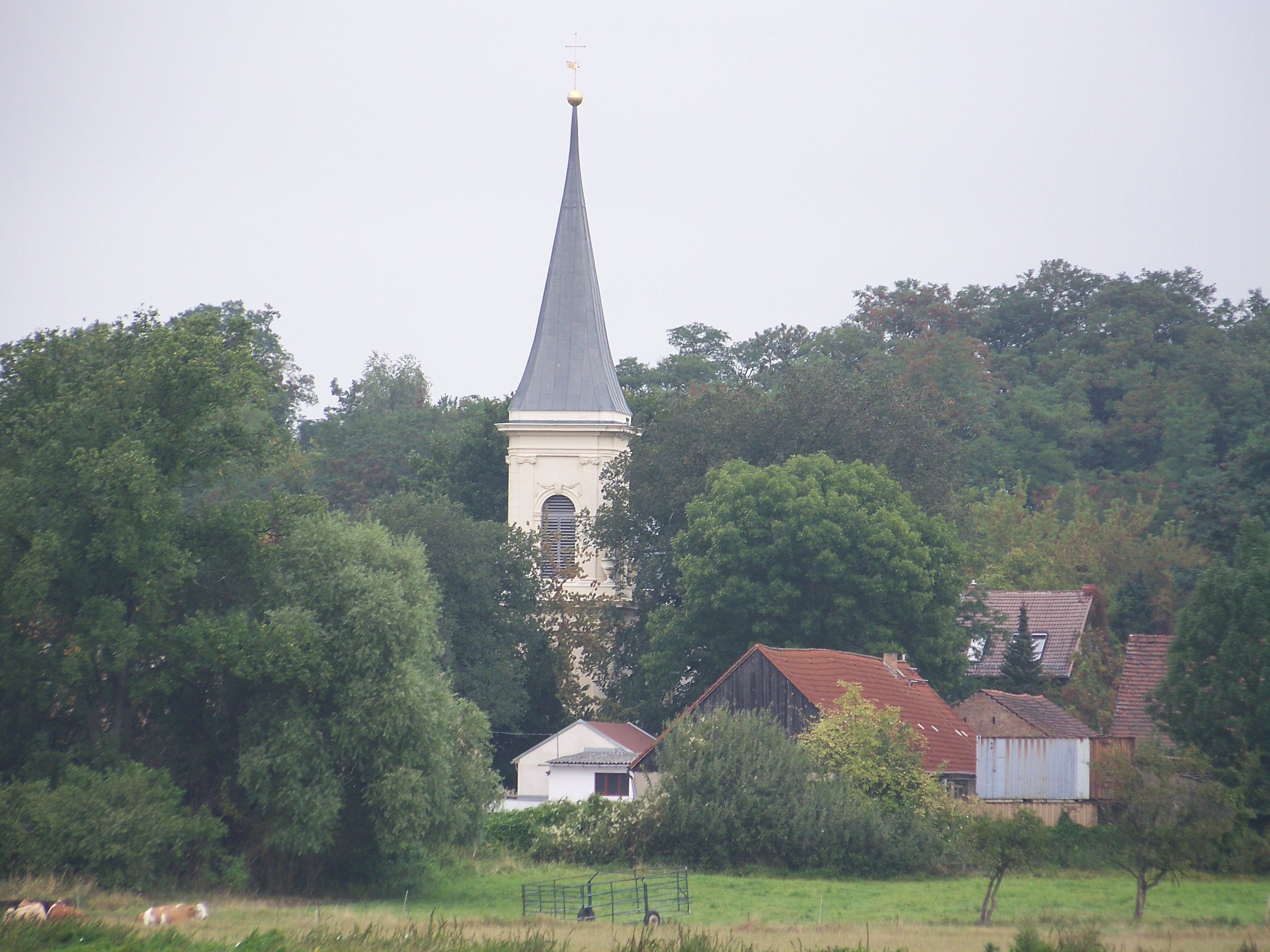
Dorfkirche in Eiche

## Lage
Eiche liegt im westlichen Stadtgebiet von Potsdam und schließt sich westlich an den Park Sanssouci an.

## Geschichte
Eiche wurde 1193 erstmals urkundlich als Allodium, quod vulgo Eken dicitur erwähnt. 1195 ist der Ort erneut als Eken urkundlich genannt. Und 1323 erscheint der Ort als curie Eke. Allerdings scheint das historische Ortslexikon diese Textstellen nicht als Erstbelege anzuerkennen und nennt stattdessen das Landbuch von 1375 als Erstnachweis. Eine alternative Deutung für ‚Eken‘/‚Eke‘ nennt das historische Ortslexikon aber nicht.
Nach Reinhard Schlimpert ist der Ortsname deutschen Ursprungs und als Siedlung bei einer Eiche zu deuten. Das analog nach anderen slawischen Orten angehängte Suffix -ow hat sich als Schreibweise letztendlich nicht durchgesetzt. Der Ort war bis zu den Erweiterungen ab 1881 ein Weilerartiges Dorf.

### Mittelalterliche Geschichte
In der Urkunde von 1193 bestätigte der brandenburgische Markgraf Otto II. dem Kloster Lehnin die von seinem Vater Otto I. gewährte (Erst-)Ausstattung und fügte neue Schenkungen und Rechte hinzu, darunter das allodium Eken. 1195 bestätigte Bischof Norbert von Brandenburg dem Kloster Lehnin die Schenkung. 1323 verkaufte Herzog Rudolf von Sachsen dem Domkapitel in Brandenburg Stadt und Insel Potsdam sowie die Dörfer Bornstedt, Golm, Grube, Bornim sowie die Höfe Eke und Elrich mit allen Rechten, Ober- und Untergerichten und die Patronatsrechte der Kirchen. Ob diese Übertragung allerdings je wirksam wurde, ist zweifelhaft, denn 1345 ist Potsdam wieder im Besitz des Markgrafen. Er gibt der Stadt die Zusicherung, sie niemals zu verpfänden und ihre Rechte zu schützen. Auch Eiche ist 1375 nicht im Besitz des Domkapitels Brandenburg, sondern gehörte einem Diereke.
Nach dem Landbuch von 1375 gehörte Eyke zur terre Obule et merice. Es wird wie folgt beschrieben:

„Eyke sunt 8 mansi, quos habet Dyreken ad curiam suam. Ad pactum quilibet mansus 6 modios siliginis, 6 ordei, 12 modios avene. Censum et precariam non solvunt. Cossati 7, quorum unus dabit 15 solidos, alius 11 solidos et 6 pullos, alius 6 solidos et 1 modium papaveris et 1⁄2 sexagenam pullorum, (alius 5 solidos et 1⁄2 sexagenam pullorum), unus dabit 8 solidos et 24 pullos. Hoc omnia cum iudicio supremo habet Dyreken, emit a Halt van Stocken, possedit 6 annis.“

Nach diesem Eintrag gab es hier nur einen großen Hof mit acht Hufen, der einem gewissen (von) Dyreken gehörte. Er hatte von jeder Hufe sechs Scheffel Roggen, sechs Scheffel Gerste und zwölf Scheffel Hafer an den Markgrafen zu bezahlen. Er musste aber keinen Grundzins und keine Bede entrichten. Im Dorf gab es sieben Kossätenhöfe, die unterschiedlich hohe Geldbeträge, Eier und Hühner an den Dyreken liefern mussten. Ein Kossät war verpflichtet, dem Dyreken jährlich einen Scheffel Mohn abzuliefern. Dieser Dyreken hatte auch das Recht, die Pächte und Zinsen in Sacrow einzuziehen.
1450 gehörte Eyke dem Clavs von der Groeben. Der Hof mit seinen acht Hufen zinste nun je Hufe sechs Scheffel Roggen, sechs Scheffel Gerste und einen halb Wispel Hafer. Daneben gab es noch fünf Kossätenhöfe mit unterschiedlichen Abgaben, einer der Kossäten gab einen Scheffel Mohn. 1480 gehörte Eiche immer noch dem Claus von der Groeben. Zwei Hufen und ein Kossätenhof waren nicht bewirtschaftet. 1483 wurden Moritz, Albrecht und Claus von Schönow vom brandenburgischen Kurfürsten Johann u. a. Lehnstücken auch mit halb Eiche belehnt.

### Frühneuzeitliche Geschichte
Am 5. November 1500 belehnten die brandenburgischen Markgrafen Joachim I. und Albrecht die Vettern Baltzer und Peter von der Groeben mit Bornstedt, Golm, 1⁄2 Eiche, 1⁄2 Weißensee und Gütern und Einkünften in Buchholz und vier weiteren Dörfern. 1525 soll die andere Hälfte von Eiche noch im Besitz der von Schönow gewesen sein.
1550 war anscheinend der große Hof mit acht Hufen zerschlagen worden. In diesem Jahr waren die von der Gröben im Besitz eines Hofes mit vier Hufen. Die anderen Hufen wurden von vier Bauern bewirtschaftet. 1565 dienten die Grobenn zu Eiche und Golm ihrem Lehnherrn mit einem gerüsteten Ritterpferd.
Bald darauf muss Eiche in den Besitz der von Schlabrendorf gekommen sein. Denn am 28. Juni 1583 verkaufte Hans Albrecht von Schlabrendorf zu Siethen und Schenkendorf den Wohnhof zu Golm, die Dörfer Bergholz und 1⁄2 Eiche samt Zubehörungen an Joachim von Lüderitz für 13.700 Taler. Am 9. April 1584 erteilte Kurfürst Johann Georg seinen Konsens zum Verkauf des Wohnhofs zu Golm mit seinen acht Hufen, des Dorfes Bergholz und des halben Dorfes Eiche an Joachim von Lüderitz für 12.000 Taler. Unklar ist die Differenz im Kaufpreis in den beiden Urkunden. Am 12. April 1599 erfolgte die Belehnung des Joachim von Lüderitz durch Kurfürst Joachim Friedrich mit den Gütern Golm, Bergholz und 1⁄2 Eiche. Joachim von Lüderitz verkaufte die Güter Golm, Bergholz und 1⁄2 Eiche weiter an Joachim von Schlabrendorf zu Drewitz für 13.700 Taler, wozu er am 2. Juli 1601 den Konsens von Kurfürst Joachim Friedrich erhielt. 1603 belehnte Kurfürst Joachim Friedrich den Joachim von Schlabrendorf mit Golm, Bergholz und 1⁄2 Eiche.
1614 verkauften die Gebrüder von Schlabrendorf die Güter Golm, Bergholz und Eiche an Hans Erdmann von Thümen für 13.000 Taler. Kurfürst Johann Sigismund erteilte am 21. September 1614 seinen Konsens zum Verkauf. Am 18. Oktober 1618 erfolgte die Belehnung mit den gekauften Gütern.
1624 gab es neben dem Adelshof mit vier Hufen vier Bauernhöfe mit je einer Hufe. Außerdem wohnten fünf Kossäten und ein Hirte in Eiche. 1641 wird lediglich die Sollgröße der Gemarkung mit acht Hufen erwähnt. Ob diese bewirtschaftet wurden, ist nicht erwähnt. 1664 kaufte der brandenburgische Kurfürst Friedrich Wilhelm Eiche und unterstellte es dem Amt Potsdam. Der Ort blieb unter der direkten Verwaltung des Amtes Potsdam bis 1872.
1680 waren die acht Hufen in 16 kleinere Hufen geteilt worden. Nach einer Notiz von 1708 scheint sich diese Hufenteilung nicht durchgesetzt zu haben. Es gab drei Bauerngüter im Dorf, die je zwei Hufen beackerten. Ein Bauernhof mit zwei Hufen war unbesetzt. Das Feld wurde aber von zwei Halbkossäten genutzt. Weiter wohnten vier Kossäten im Dorf. Zwei Kossätenhöfe hatte des Amt Potsdam eingezogen. Das Vieh des Dorfes wurde von einem Kuhhirt gehütet, der selber aber kein eigenes Vieh hatte. Auf dem Hufen wurde Saat in Höhe von acht Scheffeln Roggen und je ein Scheffel fünf Metzen Gersten und Hafer angesät. 1745 bestand die Wohnbevölkerung aus drei Bauern und vier Kossäten. 1771 ließ Friedrich II. eine neue Kirche nach Entwürfen Georg Christian Ungers im Ort errichten. 1772 sind drei Bauern und sechs Kossäten oder Büdner erwähnt, insgesamt wohnten 109 Personen in Eiche.

### Neuere Geschichte
1800 wohnten nach Friedrich Wilhelm August Bratring vier Ganzbauern, drei Ganzkossäten und 14 Einlieger im Dorf (Bratring schreibt: Eichhow). Die Größe der bewirtschafteten Ackerfläche wurde weiterhin mit acht Hufen angegeben. Im Dorf gab es 23 Feuerstellen (Wohnhäuser) und auch einen Krug. Eiche hatte 134 Einwohner und gehörte zum Domänenamt Potsdam.
Bis 1840 war die Zahl der Häuser in Eiche mit 23 gleich geblieben, die Einwohnerzahl war aber auf 201 Personen angestiegen. 1860 standen drei öffentliche Gebäude, 25 Wohnhäuser und 41 Wirtschaftsgebäude im Dorf. Die Wirtschaftsfläche des Dorfes betrug 30 Morgen Gehöfte, 264 Morgen Acker, 133 Morgen Wiese und 122 Morgen Weiden und Feuchtgebiete. Die Einwohner besaßen 19 Pferde und 48 Stück Rindvieh, aber keine Schafe. 1871 standen 33 Wohngebäude im Ort, und die Einwohnerzahl war auf 278 angestiegen. Mit dem Jahr 1881 wurde der Ort Militärstandort durch den Bau von Kasernen, die auch heute noch genutzt werden (Bundeswehr und Polizeipräsidium des Landes Brandenburg)
Schon 1894 hatte sich die ursprünglich bäuerlich geprägte Sozialstruktur deutlich gewandelt. An Professionen werden genannt, neben einem Bauern und einem Kossäten (Kleinbauern), ein Viehhändler, ein Weichensteller, zwei Milchpächter, ein Milchhändler, ein Gärtner, zwei Bäckermeister bzw. Bäckereibesitzer, ein Schiffbauer, ein Viktualienhändler (Lebensmittelhändler) und Zimmermann, ein Steinmetz, ein Lehrer, vier Bahnbeamte und -angestellte und zwei Gastwirte. Die Bevölkerungszahl war auf 552 gestiegen. Um 1900 wurden schon 72 Häuser gezählt, 1931 waren 98 Wohnhäuser.
Nach dem Zweiten Weltkrieg bildeten sich im Zuge der Kollektivierung der Landwirtschaft eine LPG Typ1 mit elf Mitgliedern und 19 Hektar landwirtschaftlicher Nutzfläche. Gleichzeitig existierte auch eine GPG. 1964 wurde die kleine LPG an die GPG angeschlossen.

## Militärische und polizeiliche Liegenschaftsnutzung
Bis heute ist Eiche durch militärische und polizeiliche Liegenschaftsnutzung geprägt. Auf einem Hügel des Ortes (Kahleberg) wurde eine Kaserne errichtet, von der aus die Wachmannschaften des Neuen Palais versorgt wurden. Zwischen Kaserne, Kleinem Herzberg und Park Sanssouci wurden im 18. Jahrhundert Militärmanöver abgehalten und Truppenaufmärsche geprobt.

### Die Kaserne in der Kaiser-Friedrich-Straße 143
Die Kaserne in der Kaiser-Friedrich-Straße 143 war 1890–1891 zunächst für das Infanterie-Lehr-Bataillon in Barackenbauweise errichtet worden. In der Weimarer Republik war in ihr die Preußische Höhere Polizeischule untergebracht, in der die Offizieranwärter der preußischen Schutzpolizei ausgebildet wurden. Ab 1935 wurde hier auch der Teil 2 der Polizeioffizier-Anwärter-Lehrgänge durchgeführt, die während der Überführung in eine Luftwaffen-Kaserne im Jahr 1935 in Luftkriegsschullehrgänge umbenannt wurden. Die Kaserne wurde 1936 als Heeresunteroffizierschule in Form der NS-typischen Heeresnormbauten neu errichtet, von denen die Hauptgebäude noch heute stehen.
Nach Kriegsende ging die zu zwei Dritteln zerstörte Kaserne in Eiche zunächst in die Finanzverwaltung der Provinz Brandenburg über, teilweise wurde sie noch durch die sowjetische Besatzungsmacht genutzt. Ab 1947 erhielt die Stadt Potsdam die Erlaubnis einige Gebäude der Kaserne als Wohnraum zu vermieten und nicht bebaute Flächen als Gärten zu verpachten. Im Sommer 1949 erfolgte die Übernahme des teilweise immer noch durch sowjetische Truppen belegten Kasernengeländes durch das Ministerium für Volksbildung. Schon 1950 war wieder das Finanzministerium – nun das der DDR – zuständig.
Ende 1951 wurde das gesamte Gelände mit Zustimmung der Sowjetischen Kontrollkommission dem Ministerium für Staatssicherheit (MfS) übertragen und bis 1956 durch dessen Wachbereitschaft Potsdam belegt. Bereits 1955 beschloss die DDR-Führung im Ergebnis der Ereignisse des 17. Juni 1953 die Aufstellung militärischer Innerer Truppen nach sowjetischem Vorbild. Zudem orientierte man sich an den in der Bundesrepublik und West-Berlin geschaffenen Einheiten der Bereitschaftspolizei.
1956 wurde in der Kaserne ein Regimentsstab der Inneren Truppen Motorisiertes Kommando Berlin II sowie weitere Stabseinheiten und zwei Kompanien aufgestellt.
Am 1. Mai 1956 erfolgte die Umbenennung der Inneren Truppen der DDR in Bereitschaftspolizei, deren Unterstellung weiterhin beim MfS verblieb. Bis 1956 wurde das Kulturhaus/Küchengebäude (Haus 9) erbaut. Anfang 1957 wurde die Bereitschaftspolizei in die Zuständigkeit des Ministeriums des Innern der DDR überführt. Ende 1957 entstand so in der Kaserne in Eiche der Stab, die Stabstruppen und die I. Abteilung mit vier Kompanien der 3. Bereitschaft. 1960 und 1961 wurden im östlichen Teil des Kasernenareals weitere Unterkunftsgebäude errichtet (Häuser 13 und 14).
Nach dem 13. August 1961 wurde die Bereitschaftspolizei in der DDR nochmals grundlegend neu organisiert. Das Regimentsmodell wurde nun verworfen und die Struktur des Bataillons war der neue Weg, der die Bereitschaftspolizei in eigenständige Volkspolizei-Bereitschaften verwandeln sollte, die nun den jeweiligen Bezirksbehörden der Deutschen Volkspolizei (BDVP) unterstanden. Die ehemalige I. Abteilung der 3. Bereitschaft wurde am 20. Juli 1962 der BDVP Potsdam unterstellt und in 3. VP-Bereitschaft (3. VP-B) umbenannt. Am 15. Oktober 1962 wurde in der Kaserne in Eiche noch zusätzlich aus ehemaligen Angehörigen der Lehrbereitschaft Potsdam und aus auswärtigem Personalbestand die 20. VP-Bereitschaft (20. VP-B) aufgestellt. Von nun an erfüllte gemäß den Vorgaben die 3. VP-B (Häuser 13 und 14) ihre Aufgaben als Einsatzreserve des Chefs der BDVP Potsdam, die 20. VP-B (Häuser 2, 15 und 16) ihre Aufgaben als zentrale Reserve des Ministers des Innern und Chefs der Deutschen Volkspolizei. Am 26. September 1974 wurde der gesamten Kaserne in Eiche der Name Hans Marchwitza verliehen, nachdem der 3. VP-B dieser Namen bereits am 1. Juli 1970 verliehen wurde. Die 20. VP-B erhielt den Ehrennamen Käthe Niederkirchner.
Am 1. Dezember 1980 wurde aus Kräften der ehemaligen 8. Kompanie der Transportpolizei Brandenburg-Plaue und „gründlich ausgesuchten Männern“ aller VP-Bereitschaften die 9. VP-Kompanie (9. VP-K) aufgestellt und in der Kaserne in Eiche (Haus 7) untergebracht.
Im Jahr 1984 wurde die zentrale Ausbildung von Unterführerschülern der VP an der Unterführerschule Kurt Schlosser in Dresden beendet und ab Frühjahr 1985 dezentral in den VP-Bereitschaften durchgeführt. In der 20. VP-B wurde damit die 1. Kompanie (Haus 8) zur Unterführerschülerkompanie umgewandelt und die künftigen Unterführer wurden im Profil „Mot-Schützengruppenführer“ ausgebildet.
Am 3. Oktober 1990 gelangte die Kaserne in Eiche in den Besitz des Landes Brandenburg und damit in deren Landespolizei. Aus politisch weitestgehend unbelasteten Angehörigen der ehemaligen 3. und 20. VP-B Potsdam, der ehemaligen 9. VP-K und Kräften der Transportpolizei des damaligen Bezirks Potsdam wurde nun unter Leitung eines West-Berliner Polizeioberrates die Bereitschaftspolizei des Landes Brandenburg gegründet und aufgebaut. Es entstanden hier anfangs in Eiche der Führungsstab, die 1. und 2. Einsatzhundertschaft (EHu) und die Technische Einsatzeinheit (TEE). Die 2. EHu wurde schon Anfang der 1990er Jahre nach Oranienburg verlagert.
1995 erfolgte eine Neuorganisation innerhalb der Polizei des Landes Brandenburg. Es entstand – ebenfalls wieder unter der Führung eines leitenden Polizeibeamten aus dem ehemaligen West-Berlin – die Landeseinsatzeinheit der Polizei des Landes Brandenburg. Zu der bereits bestehenden Bereitschaftspolizei mit ihrem Führungsstab, der TEE und den fünf Einsatzhundertschaften (Führungsstab und 1. EHu Potsdam-Eiche, 2. EHu Oranienburg, 3. EHu Cottbus und 4. EHu Frankfurt (Oder)) kamen nun dienstorganisatorisch noch das Sondereinsatzkommando (SEK), das Mobile Einsatzkommando (MEK), der Führungsstab zur Bewältigung außergewöhnlicher polizeilicher Lagen (FüSAL) und die Polizeihubschrauberstaffel (PHuSt) hinzu. Die Polizeihubschrauberstaffel ist am Standort Schönefeld untergebracht.
Beginnend ab 2002 wurde die Polizei des Landes Brandenburg unter Innenminister Jörg Schönbohm nochmals umstrukturiert. Das SEK, das MEK der FüSAL und die PHuSt gelangten in die Zuständigkeit des Polizeipräsidiums. Das Polizeipräsidium mit seinem Hauptsitz (ehemals in der Potsdamer Henning-von-Tresckow-Straße) und andere Dienstbereiche wie Außenstellen des Landeskriminalamtes (LKA), der Kampfmittelräumdienst, das Weiterbildungszentrum der Hochschule der Polizei des Landes Brandenburg wurden in den Folgejahren in der ehemaligen Kaserne in Potsdam-Eiche untergebracht, ebenso wie das Einsatz- und Lagezentrum der Polizei, für dessen Standort der ehemalige Med.-Punkt (Haus 18) abgerissen wurde. Moderne Kfz-Hallen entstanden auf dem Gelände des ehemaligen Sportplatzes.

### Trivia
Der damalige kaserneninterne Spitzname für die Angehörigen der 3. VP-B lautete „Schwämme“, der der 20. VP-B „Affen“. Der Legende nach ging dieser Umstand auf die Ankündigung des beabsichtigten Besuches eines Generals aus Berlin in einem Herbst in den 1960er Jahren zurück, wonach in Vorbereitung dieses Besuches in der Kaserne in Eiche die Wachtmeister der 3. VP-B auf Befehl das Regenwasser aus den Pfützen gefegt haben sollen und die Wachtmeister der 20. VP-B auf Bäume geklettert seien um die letzten Laubblätter von den Ästen zu entfernen. Die Angehörigen der 9. VP-K führten den Spitznamen „Die Schrägen“, vermutlich in Anspielung auf deren Sonderstellung bei der polizeilichen Aufgabenerfüllung.
Die in dem DEFA-Spielfilm Die Abenteuer des Werner Holt gezeigten Szenen der Grundausbildung nach der Einberufung von Holt (Klaus-Peter Thiele) zur Wehrmacht mit Unteroffizier Revetcki (Rolf Römer) als Ausbilder am Maschinengewehr 34 wurden 1964 in der damaligen Kaserne der Deutschen Volkspolizei in Potsdam-Eiche (zwischen Haus 15 und 16) aufgenommen.

### Die Havellandkaserne in der Kaiser-Friedrich-Straße 49–61

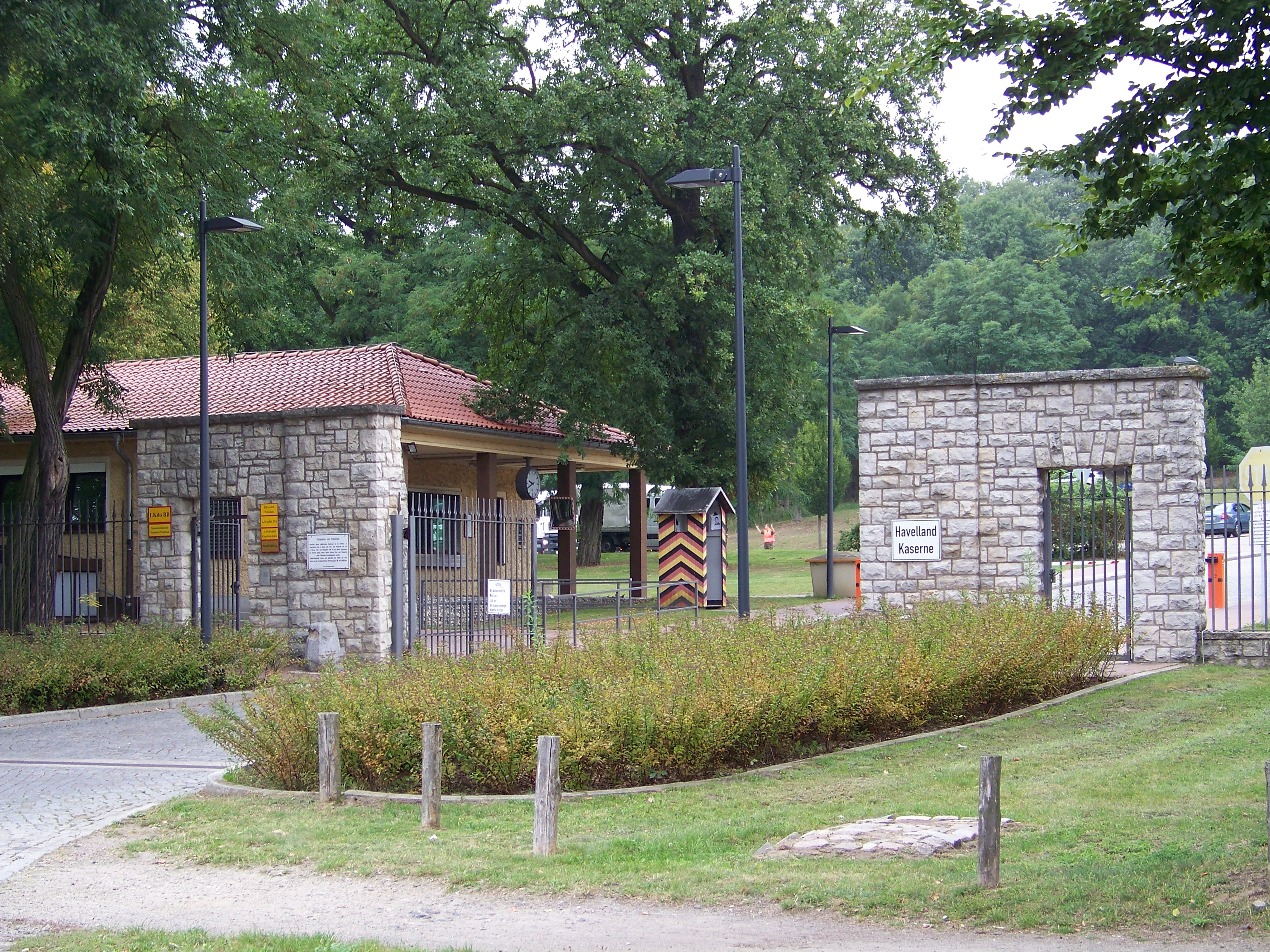
Die heutige Havellandkaserne

Die Kaserne wurde 1935 bis 1938 für die Luftwaffe der Wehrmacht errichtet und für Nachrichten-Truppenteile des Oberbefehlshabers der Luftwaffe genutzt sowie teilweise von der Abwehr genutzt. Die Nationale Volksarmee brachte unter anderem die 1. Mot.-Schützendivision in der Kaserne unter. Die Bundeswehr nutzte die Kaserne als Sitz der Panzerbrigade 42 „Brandenburg“ und heute als Unterkunft für das Landeskommando Brandenburg.

## Verwaltungszugehörigkeit
Eiche war in der Frühen Neuzeit eine Gemeinde im Havelländischen Kreis der Mark Brandenburg. In der Kreisreform von 1816 kam der Ort zum neugebildeten Kreis Osthavelland, der bis 1952 Bestand hatte. Am 30. September 1928 erhielt Eiche noch Flächen des Gutsbezirks Bornim Forst und des Gutsbezirks Bornstedt. Am 1. August 1935 wurde der Ort in den Stadtkreis Potsdam umgegliedert. Am 25. Juli 1952 wurde er aus Potsdam wieder ausgegliedert. Zeitgleich bildete er mit dem Nachbarort Golm zusammen die neue Gemeinde Eiche-Golm im Kreis Potsdam-Land. Am 1. Januar 1961 trennte sich Eiche von Golm und wurde wieder selbständig. Schließlich wurde Eiche am 6. Dezember 1993 in die Landeshauptstadt Potsdam eingemeindet. Es ist seither ein Ortsteil von Potsdam mit einem eigenen Ortsbeirat bestehend aus neun Mitgliedern.
| Jahr      | 1800 | 1817 | 1840 | 1858 | 1871 | 1895 | 1910 | 1925 | 1933 | 1964 | 1971 | 1981 | 1991 | 2011 | 2021 |
| Einwohner | 0134 | 0117 | 0201 | 0191 | 0331 | 0552 | 1334 | 0979 | 0829 | 1009 | 0944 | 0847 | 0928 | 4576 | 5189 |

## Verkehr
Eiche liegt unmittelbar südlich der Bundesstraße 273, die eine Anschlussstelle zur Bundesautobahn 10 hat.
Über mehrere Buslinien ist Eiche mit den umliegenden Ortschaften, wie auch der Potsdamer Innenstadt verbunden. Nachts verkehrt die Buslinie N14.
Der nächstgelegene Bahnhof liegt in Golm und bietet Umsteigemöglichkeiten zu den Linien RB20, RB21, RB22 und RB23.

## Denkmale und Sehenswürdigkeiten
Die Denkmalliste des Landes Brandenburg für die Landeshauptstadt Potsdam nennt zwei Boden- und drei Baudenkmale.

### Bodendenkmale
- Nr. 2203 Eiche Flur 1: Dorfkern deutsches Mittelalter, Dorfkern Neuzeit, Siedlung slawisches Mittelalter, Siedlung Bronzezeit, Einzelfund Bronzezeit
- Nr. 2204 Eiche Flur 2: Siedlung Urgeschichte, Gräberfeld Eisenzeit, Einzelfund Mesolithikum, Gräberfeld, Bronzezeit

### Baudenkmale
- Nr. 09156267 Potsdam-Eiche Kaiser-Friedrich-Straße: Dorfkirche Eiche mit zwei Grabmalen an der Kirchenaußenwand
- Nr. 09156164 Potsdam-Eiche Kaiser-Friedrich-Straße 106: Schulhaus mit Badehaus und Stall
- Nr. 09157279 Potsdam-Eiche Kaiser-Friedrich-Straße 143: Mehrzweckgebäude auf dem Gelände der brandenburgischen Landespolizei Potsdam-Eiche